# Stämplingsteori
Stämplingsteori är inom sociologi och kriminologi teorier som bygger på symbolisk interaktionism och förklarar hur avvikande beteenden uppstår genom sociala interaktioner där vissa individer eller grupper stämplas som 'avvikare'. Dessa stämplar internaliseras hos individen och kan leda till att beteenden, som brott och missbruk, förstärks eller utvecklas. Genom interaktioner/umänge med andra formar individen sin identitet, vilket kan resultera i att den stämplade personen anammar den avvikande rollen som en del av sin självbild.

## Teorigrund
Teorin går ut på att avvikelse inte är en egenskap hos en individ eller grupp, utan uppstår i samspel mellan avvikare och icke-avvikare. Avvikande beteende är sådant beteende som definieras och etiketteras som avvikande av omgivningen. Något som exempelvis kan göras i olika sociala sammanhang eller genom mediers beskrivning av brott
Ted Goldberg beskriver stämpling som ett förlopp med upprepade negativa reaktioner från andra människor, som sammantaget får effekten att individens självbild omformas så att den blir mer negativ än vad den tidigare varit. En person med negativ självbild har fått lära sig att det finns en låg grad av överensstämmelse mellan självet och samhällets ideal om hur man bör vara.
Alla människor gör vid något tillfälle avvikande handlingar, särskilt barn, som inte känner till alla normer och regler. Den typen av avvikelse benämns som primär avvikelse. Beroende på hur omgivningen reagerar på dessa handlingar kan avvikelsen komma att bli en del av personens självbild eller inte. I de flesta fall förblir avvikelsens betydelse marginell, och "normaliseras". Om så inte sker och personen blir stigmatiserad och etiketterad som avvikare av omgivningen kommer självbilden att påverkas. När avvikelsen blivit en del av självbilden blir detta en sekundär avvikelse och det avvikande beteendet fortsätter, intensifieras och stärks. Individen i denna utvecklingsbana löper stor risk att utveckla en kriminell identitet och påbörja en långvarig kriminell karriär.